# Monique Jones
Monique Jones (Fort Knox, Kentucky; 12 de marzo de 1979) es una culturista profesional estadounidense. Está considerada como la séptima fisioculturista del ranking de la IFBB.

## Carrera en el fitness

### Amateur
A los 16 años, Monique se involucró en un entorno de fitness desde que adquirió su primera suscripción al gimnasio. Un día se le acercó un entrenador que vio potencial en ella para probar un deporte de nivel competitivo. Entonces se encargó de preparar su primer espectáculo de figuras. Compitió en el show de la SNBF en Spartanburg (Carolina del Sur), en 2001, en el que quedó primera en la general. En 2007, durante su viaje a los nacionales de Charleston (Carolina del Sur), los jueces se dirigieron a ella y le dijeron que debía pasarse al culturismo, lo que aceptó.

### Historial competitivo
- 2001 - SNBF – 1º puesto (overall)
- 2005 - NPC South Carolina State – 1º puesto (clase C)
- 2005 - NPC Excalibur – South Carolina – 1º puesto (overall y tall)
- 2005 - NPC Coastal USA Championships – 1º puesto (clase D)
- 2006 - NPC Junior USA – 14º puesto (clase D)
- 2007 - OCB Yorton Cup Nationals – 1º puesto (short y overall)
- 2007 - NPC East Coast Tournament of Champions – 4º puesto (clase A y masters)
- 2008 - NPC USA Championships (figura C) – DNP
- 2009 - NPC Great Lakes Grand Prix – 2º puesto (masters); 3º puesto (clase A)[3][2]

## Carrera en el culturismo

### Amateur
En 2008, Jones compitió en su primera competición de culturismo en la feria estatal de Carolina del Sur, celebrado en la ciudad de Columbia, donde ganó la general en culturismo femenino. En el ámbito nacional, quedó segunda o tercera en sus tres primeras participaciones nacionales. Tras quedar primera en los Campeonatos Norteamericanos de la IFBB de 2010, obtuvo su tarjeta profesional.

### Profesional
Desde 2011, se ha clasificado para todos los Ms. Olympia celebrados desde ese año.

### Historial competitivo
- 2008 - NPC South Carolina State – 1º puesto (HW y overall)
- 2008 - NPC Nationals – 3º puesto (HW)
- 2008 - Junior Nationals – 2º puesto (HW)
- 2009 - IFBB North American Championships – 3º puesto (HW)
- 2009 - NPC Nationals – 3º puesto (HW)
- 2010 - IFBB North American Championships – 1º puesto (HW y overall)
- 2011 - IFBB Pro Bodybuilding Weekly Championships – 5º puesto
- 2011 - IFBB Ms. Olympia – 9º puesto
- 2011 - IFBB Europa Battle of Champions – 2º puesto
- 2012 - IFBB Ms. International – 10º puesto
- 2012 - IFBB Europa Battle of Champions – 3º puesto
- 2012 - IFBB WOS Chicago Pro-Am Extravaganza – 1º puesto
- 2012 - IFBB Ms. Olympia – 7º puesto
- 2013 - IFBB WOS Chicago Pro-Am Extravaganza – 1º puesto
- 2013 - IFBB Ms. Olympia – 8º puesto
- 2014 - IFBB Tampa Pro – 3º puesto
- 2015 - IFBB Omaha Pro – 2º puesto
- 2015 - IFBB Pro League WOS Rising Phoenix Pro Women's Bodybuilding – 13º puesto
- 2018 - IFBB WOS Romania Muscle Fest Pro Women's Bodybuilding – 1º puesto
- 2019 - IFBB Pro League WOS Rising Phoenix Pro Women's Bodybuilding – 5º puesto
- 2020 - IFBB Pro League WOS Rising Phoenix Pro Women's Bodybuilding - 3º puesto
- 2020 - IFBB WOS Ms. Olympia - 6º puesto[3][5]

## Vida personal
Monique vive actualmente en Greenville (Carolina del Sur). Es cristiana. Es juez de la NPC y entrenadora de preparación de concursos, su entrenador es Johnny Stewart. Fue educada en casa cuando era niña. Tiene una hija. Su empresa patrocinadora es Species Nutrition.